# Mount Weiss
Mount Weiss är ett berg i Kanada.   Det ligger i provinsen Alberta, i den centrala delen av landet, 3 100 km väster om huvudstaden Ottawa. Toppen på Mount Weiss är 3 090 meter över havet, eller 270 meter över den omgivande terrängen. Bredden vid basen är 2,4 km.
Terrängen runt Mount Weiss är bergig åt sydost, men åt nordväst är den kuperad.Trakten runt Mount Weiss är nära nog obefolkad, med mindre än två invånare per kvadratkilometer.. Det finns inga samhällen i närheten. 
Trakten runt Mount Weiss består i huvudsak av gräsmarker.